# Еммануїл Роїдис
Еммануїл Роїдис (грец. Ἐμμανουὴλ Ροΐδης; 28 червня 1836 — 7 січня 1904) — грецький письменник і журналіст. Він вважається одним з найславетніших і дотепних грецьких письменників нового часу.

## Біографія
Народився в Ермуполісі, столиці острова Сірос, в родині багатих аристократів з Хіос — які втекли з острову після різанини населення, влаштованої османами в 1822 році. Більшу частину своєї юності він провів за кордоном.
Роїдис був ерудованим і в юності засвоїв не тільки мови континентальної Європи, а також давньогрецьку та латинську мови. Ранні роки юності він провів в Генуї (Італія) за часів революцій 1848 року, які були далекосяжними наслідками Великої французької революції. Він вивчав історію, літературу і філософію в Берліні, а потім у Яссах (Румунія), куди його батько переніс центр своєї підприємницької діяльності.
Підкоряючись батьківському бажанню, він переїхав до Афін, де він надрукував переклад «Itineraires» Шатобріана. У 1860 році після короткого перебування в Єгипті, Еммануїл вирішив жити і назавжди залишитися в Афінах.
Пізніше він збіднів через банкрутство сімейного бізнесу, і подальше самогубство свого улюбленого брата Миколи. Останні роки Роїдис працював куратором Національної бібліотеки Греції. Але навіть з цієї посади він був звільнений в 1902 році, коли потрапив до політичної суперечки з урядом.
Роїдис страждав усе своє життя від серйозної проблеми слуху, яка врешті-решт майже призвела до глухоти.

## Творчість
У 1866 році він опублікував суперечливий роман «Папесса Іоанна» (Πάπισσα Ἰωάννα), в якому описувалася легенда про Римського Папу Іоанна, який, нібито, був жінкою та жив в дев'ятому чи десятому столітті (під час великих потрясінь для папства). Не дивлячись на сатиричність роману, Еммануїл стверджував, що має переконливі докази того, що Папеса Іоанна дійсно існувала, і що католицька церква намагається приховати цей факт протягом багатьох століть.
Книга була піддана критиці за те, що Роїдис в ній представив духовенство неосвідченим, некультурним, відсталим та забобонним. Це призвело до відлучення автора від грецької православної церкви, духовенство якої сприйняло ці образи на власний рахунок.
Роїдис став першим перекладачем творів Едгара Алана По на грецьку мову. Він часто друкувався в багатьох газетах і журналах, а також видавав власну сатиричну газету під назвою «Asmodaios».

## Цитати
«Кожна країна страждає від чогось, Англія від туману, Румунія від сарани, Єгипет від очних хвороб, а Греція від греків.» — Роїдис.

## Твори

### Романи
«Папесса Іоанна» / грец. Πάπισσα Ιωάννα (1866 р)